# Kdo přežije: Austrálie
Kdo přežije: Austrálie (v anglickém originále Survivor: The Australian Outback) je druhá řada americké reality show Kdo přežije. Natáčela se na konci roku 2000, premiérově byla vysílána na CBS od 28. ledna 2001 do 3. května 2001. Na českých obrazovkách byla poprvé uvedena v roce 2003 na TV Nova.
Opět bylo vysazeno 16 soutěžících daleko od svého domova na odlehlém místě v australském vnitrozemí, kde brzy začne boj o přežití. Tato série je výjimečná hned několika věcmi. Například je to jediná série, kde natáčení probíhalo 42 dní a ne vždy základních 39. Zlomový bod přijde 17. dne, kdy člen kmene Kucha Michael Skupin spadne nešťastně do ohně a popálí si ruce - pouhý den před závěrečnou kmenovou soutěží o imunitu, která je jak pro Ogakor, tak kmen Kucha významná a podle vítězů se dá usoudit, jak by se mohla hra vyvíjet po sloučení kmenů. Michael musel být bohužel rychle evakuován, nekonala se soutěž o imunitu, nekonala se kmenová rada a nikdo nebyl vyloučen. Velmi to ale oslabilo kmen Kucha. Ztráta způsobila otřes i v kmeni Ogakorů a vyrovnala počet členů v obou kmenech den před sloučením.

## Poloha a doba natáčení
Série se odehrává v australském státě Queensland. Konkrétně v oblasti Herbert River. Natáčela se od října roku 2000 do prosince roku 2000.

## Soutěžící

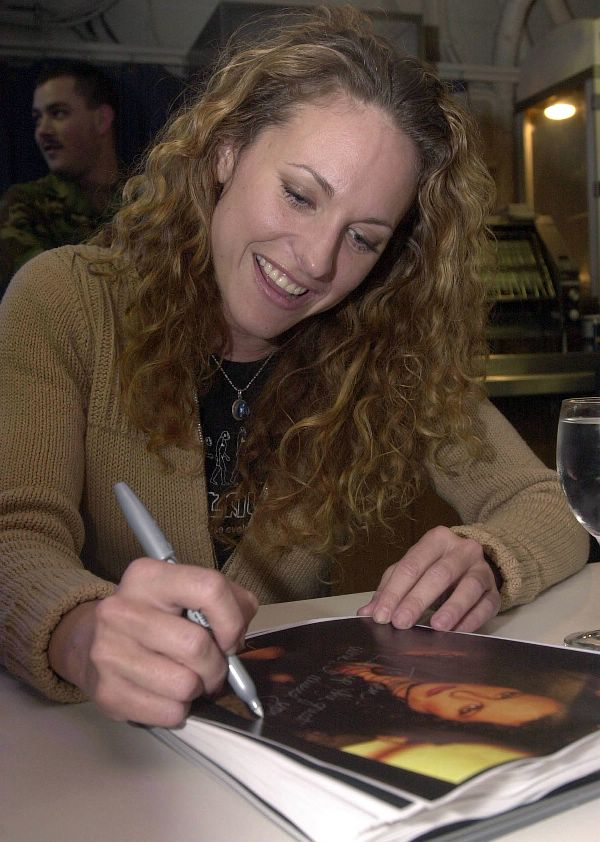
Jerri Manthey skončila na osmém místě a byla druhým členem poroty

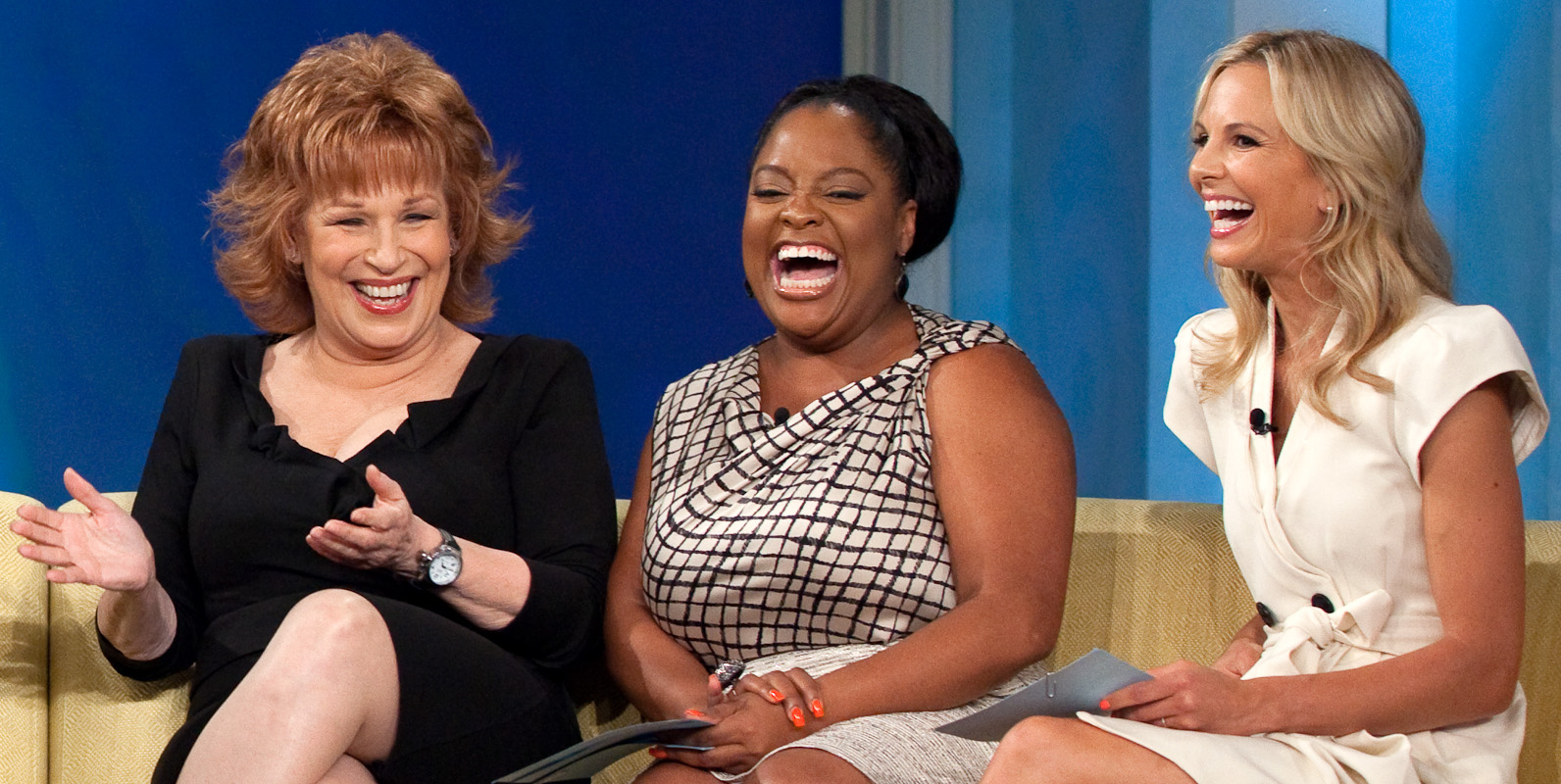
Elisabeth Hasselbeck (vpravo) skončila čtvrtá a byla šestým členem poroty

Opět bylo vysazeno 16 trosečníků, byli rozděleni do dvou kmenů Ogakor a Kucha a začali jedno z největších dobrodružství svého života. Později byli zbylí hráči sloučeni do kmene Barramundi. Vyhrát ale nemohou všichni. Čtrnáct z nich bude vyloučeno, posledních 7 vyloučených vytvoří porotu, 2 poslední před ní předstoupí, ale jen jeden vyhraje šek na milion dolarů a titul Poslední přeživší.
| Soutěžící                               | Kmen    | Kmen       | Vyloučení                           | Umístění |
| Soutěžící                               | Původní | Sloučený   | Vyloučení                           | Umístění |
| --------------------------------------- | ------- | ---------- | ----------------------------------- | -------- |
| Debb Eaton 45 let, Manchester, NH       | Kucha   |            | 1. vyloučená Den 3                  | 16.      |
| Kel Gleason 32 let, Fort Hood, TX       | Ogakor  |            | 2. vyloučený Den 6                  | 15.      |
| Maralyn Hershey 51 let, Wakefield, VA   | Ogakor  |            | 3. vyloučená Den 9                  | 14.      |
| Mitchell Olson 23 let, Vermillion, SD   | Ogakor  |            | 4. vyloučený Den 12                 | 13.      |
| Kimmi Kappenberg 27 let, Ronkonkoma, NY | Kucha   |            | 5. vyloučená Den 15                 | 12.      |
| Michael Skupin 38 let, White Lake, MI   | Kucha   |            | Evakuován Den 17                    | 11.      |
| Jeff Varner 34 let, Greensboro, NC      | Kucha   | Barramundi | 6. vyloučený Den 21                 | 10.      |
| Alicia Calaway 32 let, New York, NY     | Kucha   | Barramundi | 7. vyloučená 1. člen poroty Den 24  | 9.       |
| Jerri Manthey 30 let, Los Angeles, CA   | Ogakor  | Barramundi | 8. vyloučená 2. člen poroty Den 27  | 8.       |
| Nick Brown 23 let, Steilacoom, WA       | Kucha   | Barramundi | 9. vyloučený 3. člen poroty Den 30  | 7.       |
| Amber Brkich 22 let, Beaver, PA         | Ogakor  | Barramundi | 10. vyloučená 4. člen poroty Den 33 | 6.       |
| Rodger Bingham 53 let, Crittenden, KY   | Kucha   | Barramundi | 11. vyloučený 5. člen poroty Den 36 | 5.       |
| Elisabeth Filarski 23 let, Boston, MA   | Kucha   | Barramundi | 12. vyloučená 6. člen poroty Den 39 | 4.       |
| Keith Famie 40 let, West Bloomfield, MI | Ogakor  | Barramundi | 13. vyloučený 7. člen poroty Den 41 | 3.       |
| Colby Donaldson 26 let, Christoval, TX  | Ogakor  | Barramundi | Druhý                               | 2.       |
| Tina Wesson 39 let, Knoxville, TN       | Ogakor  | Barramundi | Přeživší                            | Přeživší |

### Budoucí návraty soutěžících
Pět hráčů z této série se objeví v osmé a první hvězdné řadě Kdo přežije: Návrat Hvězd, kde se Tina Wesson, Colby Donaldson, Jerri Manthey a Alicia Calaway umístí na 18., 12., 10. a 7. místě přesně v tomto pořadí. Soutěžící Amber Brkich se stane, díky své skvělé hře, vítězem série, když porazí ve finále svého budoucího manžela Roba Mariana hlasy 4-3. Dva z těchto hráčů dostanou svou třetí šanci ještě v legendární 20. řadě Kdo přežije: Hrdinové proti padouchům.
Také se v této sérii stane nejvážnější zranění v historii celé soutěže, které bude vést k návratu evakuovaného Michaela Skupina do 25. řady Kdo přežije: Filipíny. O dvě série později se do Kdo přežije: Krev není voda pak potřetí vrátí vítězka Austrálie Tina Wesson se svojí dcerou Katie, kterou jsme mohli vidět i v 2. řadě při představení rodinných příslušníků soutěžících.
Ve 31. řadě Survivor: Cambodia pak diváci rozhodli o druhé šanci pro Kimmi a Jeffa z této řady. Jeff Varner se vrátil i do 34. série Survivor: Game Changers, kde nechvalně proslul veřejným odhalením transsexuality jednoho ze spoluhráčů.

## Přehled
| Epizoda | Epizoda               | Epizoda         | Soutěže       | Soutěže      | Vyloučen/a   |
| No.     | Název                 | Premiéra        | Odměna        | Imunita      | Vyloučen/a   |
| ------- | --------------------- | --------------- | ------------- | ------------ | ------------ |
| 1.      | Stranded              | 28. ledna 2001  | Ogakor        | Ogakor       | Debb         |
| 2.      | Suspicion             | 1. února 2001   | Ogakor        | Kucha        | Kel          |
| 3.      | Trust No One          | 8. února 2001   | Ogakor        | Kucha        | Maralyn      |
| 4.      | The Killing Fields    | 15. února 2001  | Kucha         | Kucha        | Mitchell     |
| 5.      | The Gloves Come Off   | 22. února 2001  | Kucha         | Ogakor       | Kimmi        |
| 6.      | Trial By Fire         | 1. března 2001  | Kucha         |              | Michael      |
| 7.      | The Merge             | 8. března 2001  |               | Keith        | Jeff         |
| 8.      | Friends?              | 15. března 2001 | Jerri + Amber | Keith        | Alicia       |
| 9.      | Prvních 24 dnů        | 22. března 2001 | Rekapitulace  | Rekapitulace | Rekapitulace |
| 10.     | Honeymoon or Not?     | 29. března 2001 | Colby, Jerri  | Nick         | Jerri        |
| 11.     | Let's Make a Deal     | 5. dubna 2001   | Aukce         | Colby        | Nick         |
| 12.     | No Longer Just a Game | 12. dubna 2001  | Colby         | Colby        | Amber        |
| 13.     | Enough Is Enough      | 19. dubna 2001  | Tina          | Colby        | Rodger       |
| 14.     | The Final Four        | 26. dubna 2001  | Colby         | Colby        | Elisabeth    |
| 15.     | The Most Deserving    | 3. května 2001  |               | Colby        | Keith        |
| 16.     | Reunion               | 3. května 2001  |               |              |              |

### Epizoda 1: "Stranded"
Soutěž o odměnu/imunitu: Soutěž o odměnu nebyla. V soutěži o imunitu kmeny musí s kmenovou pochodní přejít přes rozbitý most pomocí dvou prken, dále přeběhnout ke svému voru a dát svou pochodeň do držáku na něm. Poté vor dopraví na ostrov, kde jsou dvě sady příček k žebříku, ty musí každý kmen vzít a jít k dalšímu voru. Pak se přitahováním za lano musí dostat na jiný ostrov, kde z příček složí žebřík, vyšplhají po něm a kmenovou pochodní zapálí oheň.
16 trosečníků přistálo v australském vnitrozemí, aby začali dobrodružství na celý život. Po příjezdu měl každý kmen 5 minut na to, aby posbíral vše potřebné a okamžitě vyrazili na vyčerpávající 5 mílový pochod, na jehož konci naleznou svůj tábor. Z kmene Kucha měl Nick na starost kompas, ale i tak se kmen ztratil. Debb převzala kontrolu, což lezlo některým členům kmene na nervy. Jeff začal mít pocit nevolnosti, za což asi mohl dlouhý let v letadle. Kmen Ogakor si nevedl o nic lépe. Keith běžel napřed, aby zkusil najít tábor - nakonec byl Ogakor první, kdo dorazil do svého tábora. Když Kucha dorazili do svého tábora, zahájili pobyt slavnostním skokem do řeky. Michael měl stavební zkušenosti, proto se ujal stavby přístřešku (i když Rodger staví domy na bydlení). V táboře Ogakor Keith a Jerri se dohadovali, jak stavět přístřešek. Další den v Kucha našel Michael fíkovník, ale všechny fíky měly uvnitř brouky a všelijaký hmyz, takže se nedaly jíst. Debb se dohadovala o tom, jak rozdělat oheň společně s Mikem. Rodger dokonce daroval nějaké stránky ze své bible, ale měli nějaké papíry na oheň, ale bezvýsledně. V Ogakoru se pokoušeli o rozdělání ohně Colby a Keith, ale neuspěli. Na výzvě kmeny soutěžili o vodotěsné zápalky a hlavně o imunitu, která nakonec připadla kmeni Ogakor, když Kucha od začátku soutěže zaostávala a nakonec se její vor s příčkami žebříku převrátil a kmenová pochodeň zhasla. Kmen Ogakor dostal odměnu - vodovzdorné zápalky. V Kucha se Jeff stále necítil dobře a Debb všem řekla, že Jeff chce jít domů, což ho naštvalo. Na kmenové radě byl Mike ostatními členy kmene Kucha označen za vůdce. Zatímco Jeffovi dala hlas Debb, byla to právě Debb, která byla kmenem vyloučena poměrem hlasů 7-1. Protože si Kucha odnesla z kmenové rady pochodně, měli už také oheň.

### Epizoda 2: "Suspicion"
Soutěž o odměnu: Každý člen kmene musí skočit z malého útesu a plavat k plovoucí bedně. Jakmile se člen kmene dotkne bedny, může skočit do vody další. Jakmile jsou všichni členové kmene u bedny, musí se někdo z kmene potopit a pod vodou bednu odpojit. Pak s ní plavou na břeh a umístí ji na podlážku. Kmen, který bednu položí jako první, vyhrává odměnu.
Odměna: Deky.
Soutěž o Imunitu: Jeff Probst roztočí kolo, na kterém jsou různá jídla - jsou to většinou speciality místních domorodců. Ale jestli bude mít někdo štěstí, tak na něj vyjde něco příjemnějšího (jablko nebo čokoládová tyčinka). Vždy dva soutěžící, každý z jiného kmene, jedí stejné jídlo a každý musí jíst alespoň jednou. Bod získává pouze tým, jehož člen jídlo sní a soupeř to nedokáže v limitu nebo odmítne jídlo sníst.
V kmeni Kucha Michael dal vařit rýži, aniž by se někoho zeptal. Nakonec byla rozvařená a nechutnala dobře, což všechny naštvalo. V kmeni Ogakorů se Kel se snažil chytit nějakou rybu. Colby o něm pak prohlásil, že neumí chytit ani gumovou kačenku ve vaně.
Jakmile dostali Kucha zprávu o soutěži o odměnu, Rodger dostal strach, protože neumí plavat. Na výzvě Kucha zaostávali, protože Rodger dlouho váhal se skokem z útesu do vody. Ogakor se ujal vedení a vyhrál svou druhou soutěž v řadě. V Ogakor se ženy ptali Keitha na jeho kuchařské dovednosti, protože je kuchař. Nakonec to ale byla Jerri, která zazářila, když udělala z mouky jednoduché tortily, které si kmen zamiloval. V Kucha se Mike snažil své soukmenovce přesvědčit, že roli vůdce nikdy nechtěl ale všichni ho tak vidí. Chytil rybu a doufal, že za jeho rybářské a lovecké dovednosti si ho kmen ponechá do sloučení. U Ogakorů Jerri řekla, že viděla Kela jíst sušené hovězí maso, což kmenem otřáslo. Celý kmen o tom mluvil, když byl Kel pryč a dokonce prohrabal jeho tašku, ale nic tam nenašli. Kel je uslyšel a začal se hájit, že měl v puse jen stébla trávy. Poté nabídl své žiletky na holení, aby to spravil, Jerri si však myslela, že to byla jeho chyba, protože tím přiznal vinu.
Z výzvy o imunitu Kimmi měla strach, jelikož je vegetariánka a odmítá jíst jakékoli zvíře. Michael a Marilyn jedli mangrového červa, Keith jedl kraví mozek, který Kimmi odmítla, Elisabeth a Kel dostali jablka, Nick a Jerri jedli bahenního šneka. Mitchell a Jeff jedli larvy, Alicia a Amber jedly brouky, Colby a Rodger dostali kousek čokoládové tyčinky. V posledním kole Tina nedokázala sníst dršťky, takže byla remíza. Rozhodlo mimořádné kolo na čas, Ogakor vybral do tohoto kola Kimmi za Kucha a Kucha vybrali Tinu za Ogakor. Kdo první sní celého mangrového červa, vyhrává pro svůj kmen imunitu. Kimmi byla rychlejší a poslala Ogakory na jejich první kmenovou radu. Na kmenové radě byl Kel za své chování vyloučen poměrem hlasů 7-1.

### Epizoda 3: "Trust No One"
Soutěž o odměnu: Každý kmen vybral jednoho člena který držel na ramenech tyč, a ty, kteří budou zavěšovat na tyč kbelíky s vodou. Zbývající členové kmene projdou přes kladinu s tyčí na svých ramenech a s jedním kbelíkem na obou stranách a pověsit kbelíky na tyč nepřátelského kmene.
Odměna: Rybářské náčiní.
Soutěž o Imunitu: Každý kmen bude uvázán dohromady a bude závodit prostřednictvím protokolu listu do písku a přes řeku, lézt přes překážky a nakonec sprintovat až do cíle.
Michael z kmene Kucha se rozhodl chytit divoké prase. Zbytek tábora začal být skeptický, že by dokázal chytit prase a že tráví příliš času řešení blbostí a plýtvání materiálu.
Ogakor vybral Colbyho a Kucha Michaela, aby drželi váhu kbelíků na výzvě o odměnu. Později se to stalo zkouškou výdrže, když oba drželi víc než 400 liber vody. Michaelovi se tyč s kbelíky zlomila, takže voda vytekla. Nejdřív to byl 5minutový závod o to, dát co nejvíc kbelíků na soupeřovu tyč.
Amber a Jerri chytili první rybu pro Ogakory. Mezi Keithem a Jerri pokračovalo napětí, když se dohadovali, jak uvařit rybu, v čemž nakonec zvítězil Keith. V Kucha, Kimmi zajišťovala pro kmen vodu, cítila se ale zranitelná, protože s nikým zatím nenavázala žádný vztah. Hovořilo se o hlasování pro Rodgera nebo Kimmi, Rodger ale věděl, že není fyzicky ani psychicky nejsilnější. Maralyn a Tina navázaly vztah, stejně jako Jerri a Colby, Jeff a Alicia dokonce navázali spojenectví finálové čtyřky. Na výzvě o imunitu, Kucha se chopila velení ve třetím úseku a přestože Rodger spadl dvakrát během sprintu, Maralyn se pro Ogakory ukázala jako nejslabší článek. Ogakor proto prohrál svou druhou imunitu v řadě.
Jerri a Mitchell dostali jeden hlas na kmenové radě, ale Maralynina slabost ve výzvách se jí nevyplatila a byla vyloučena 5-1-1.

### Epizoda 4: "The Killing Fields"
Soutěž o odměnu: Každý kmen musí vyřešit puzzle, které jim dalo mapu k jejich odměně.
Odměna: Tři slepice a kohout
Soutěž o Imunitu: Dotazník s otázkami o přežití z příručky, které soutěžící obdrželi před odjezdem do Austrálie. K dispozici je šest míst za každý kmen. Každá správná odpověď posune kmen blíž a blíž k imunitě.
Tina a Keith měli obavy ohledně jejich postavení v kmeni po předchozí noci, kdy na kmenové radě Jerri řekla, že je kamarádka se všemi v táboře kromě nich.
Kimmi dovedla kmen Kucha k vítězství v soutěži o odměnu. V táboře byla dobrá nálada, když si všichni uvědomili, že to natřeli Ogakorům a navíc mají před nimi náskok. Michael chtěl kuřata sníst co nejdříve, aby zase mohl kmeni poskytovat jídlo, díky čemuž má v kmeni lepší postavení. Nick mu ale řekl, že závisí na rozhodnutí celého kmene. Lesní požár se dostával blízko k táboru Ogakorů, ale kmen byl příliš zaujatý, jak by se mohl dostat přes řeku až k nim. Tina vyjádřila svojí nechuť k Jerri ke Colbymu a Mitchellovi ve snaze vytáhnout z nich informace víc, než dostat Jerri pryč. Keith taky mluvil s Colbym ohledně Jerriiných komentářích na kmenové radě. Colby vytvořil alianci s Jerri a Amber se zaručenou finálovou trojkou a Jerri pokračovala ve flirtování. V kmeni Kucha, Michael chytil a zabil prase s pomocí Nicka. Poté se cítil mnohem bezpečněji v kmeni.
Ogakor se chopil vedení 3-2 ve výzvě o imunitu, ale nakonec se vytáhli i Kucha. Rozhodl tie-breaker mezi Mitchellem a Aliciou. Nakonec, Alicia odpověděla finální otázku správně, čímž zaručila Kucha třetí imunitu v řadě.
Mitchell chtěl hlasovat pro Keitha na kmenové radě, s čímž ale Colby nesouhlasil. Nakonec, Colby hlasoval s Tinou a Keithem pro Mitchella, a Mitchell, Jerri a Amber hlasovali pro Keitha, čímž způsobili remízu 3-3. Ačkoliv Mitchell řekl, že nemůže soutěžit s Keithem a že byl fyzicky vyčerpaný, po opakovaném hlasování, kterého se nemohli zúčastnit Mitchell a Keith, byla opět remíza 2-2. Probst prohlásil, že v případě remízy po druhém kole hlasování, odchází osoba s nejvyšším počtem hlasů obdržených na minulých kmenových radách. Keith nedostal žádné hlasy, ale Mitchell jeden (od Keitha), proto jeho pochodeň na kmenové radě byla uhašena a byl poslán domů.

### Epizoda 5: "The Gloves Come Off"
Soutěž o odměnu: Každý kmen musel postavit nosítka. Na výzvě musí být dvě skupiny (dva záchranáři) musí jít zachránit zbývající tři členy (oběti), kteří jsou rozmístěni po jednom a přivést je zpátky. Jakmile je oběť zpátky na startu, stává se z něj záchranář a spolu s ostatními běží pro další oběť.
Odměna: Dvě položky vybrané z katalogu Survivor každým kmenem, plus zubní pasty, zubní kartáčky, deodorant a šampon.
Soutěž o Imunitu: Každý labyrint má dva totemy s připojeným medailonem. Jako celek, musí manévrovat bludištěm a sbírat medailonky v pořadí, a pak najít cestu k cíli. Kmen, který bude v cíli se všemi svými medailony vyhrává imunitu.
Pláž Ogakor byla pohlcena kouřem z blížícího se lesního požáru. Kucha přestěhovali svůj oheň poté, co měli popel v jejich přístřešku, dokonce byla spálená jedna Jeffova košile. Nicméně, přenášení ohně dělalo spaní mnohem horší. Michael řekl Kimmi, ať s kuřaty nenavazuje žádný vztah, protože je budou muset někdy sníst, ale ona neposlouchala a udělala scénu, když chtěl jedno zabít. Na druhou stranu, hlad začal postihovat Ogakor. V Kucha, Kimmi myslela, že je lepší udělat kuře každý druhý den, ale Alicia nesouhlasila a myslela si, že by měla přestat citově se vázat na kuřata. Skončilo to hádkou mezi nimi, kterou viděl celý kmen. Kimmi se snažila udobřit, ale Alicia začala být ještě víc podrážděná a netrpělivá. Po hádce, Kimmi si začala na všechno stěžovat.
Ve stromové poště, kmeny dostaly katalogy, ze kterých si měly vybrat dvě speciální věci, které by obdržely včetně odměny, kdyby jí vyhrály. Kucha vybrali přikrývky a koření, Ogakor koření a polévkovou směs. Na výzvě jim bylo řečeno, že pokud vyhrají, dostanou i to, co si vybral druhý kmen. Ogakor byl nejdříve ve vedení, ale nakonec to byli Kucha a vyhráli svou čtvrtou soutěž v řadě.
Ogakor byl frustrovaný z další prohry, zejména Amber a Colby. Mezitím, nálada v Kucha byla výborná. Na výzvě o imunitu, kmeny byly vyrovnané po dvou medailoncích, ale nakonec Ogakor po dlouhé těžké době prohrávání konečně vyhrál imunitu. Alicia diskutovala ohledně hlasování pro Kimmi kvůli osobním zájmům, ale Rodger a Elisabeth napadla myšlenka, vyloučit právě Aliciu. Kmen probral vůdcovství na kmenové radě. Po hlasování, Jeff obdržel další hlas, ale byla to Kimmi, která byla vyloučena z kmene hlasy 6-1.

### Epizoda 6: "Trial By Fire"
Soutěž o odměnu: Každý kmen si vybere jeden pár očí, to bude jejich kmenový vůdce. Ostatní členové budou mít zavázané oči a vůdce je bude navigovat. K vítězství je zapotřebí dobrá spolupráce. Ogakor vybral za svého vůdce Jerri a Kucha Nicka, ti musí navigovat svá slepá družstva při plnění úkolů. Kmen, který bude mít všechny úkoly splněné jako první vyhrává.
Odměna: Piknik, Doritos a Mountain Dew nápoj
Po strašném lijáku, Michael řekl, že jeho pohled na život se za těch 16 dní tady změnil. Myslel si, že je to bylo úžasné, že "lidé z města" by mohli přijít a žít tímto způsobem. V Kucha se myslelo na sloučení, chtějí mít početní převahu 6-4 a věděli, že další imunita by pro ně mohla být klíčová. V Ogakor Jerri a Amber neustále mluví o čokoládě, jídlo a sexu, což už začalo štvát Colbyho, který už chce sloučení. Kucha zkusili využít k jídlu krmení pro slepice, po vaření si uvědomili, že to je vlastně popcorn a že byl vlastně velmi dobrý. V Ogakor, Keith a Jerri se znovu hádali, tentokrát o rajčatech. Keith je chtěl nechat dozrát, zatímco Jerri chtěla smažená zelená rajčata. Poté se začali hádat o rýži až do doby, než je Tina zarazila. Ogakor byl natěšený při pomyšlení na piknik a chvíli cvičili jógu, aby se připravili na soutěž. Kucha byl více zaměřen na to, aby Ogakor nevyhrál, protože by je to povzbudilo, a to je to poslední, co chtějí. Na výzvě, Nick a Jerri vedli svá slepá družstva. Keith a Amber byli zbyteční, Colby za Ogakory dělal všechnu práci. Dokonce tak, že se Ogakor ujal velení a jejich vinný sud přetekl jako první. Amber vzala piknikový koš a utíkala s ním do cíle, ale byla v jednom kuse mimo i přes navigování Jerri a nedokázala položit košík na to správné místo. Kucha je dohnali, Alicia zvedla piknikový koš a běžela směrem ke stolu. S Jeffem předběhli Amber asi o 2 metry, asi o 5 sekund a tím zaručili kmeni Kucha další vítězství. Frustrovaný Colby naplnil kbelík vodou a vylil ho na Jerri.
Všichni v Kucha relaxovali, když se náhle spustil obrovský výkřik. Byl to Michael, běžel do vody a ponořil se do ní. Jeho kmen se zeptal, co se stalo. Řekl, že se nadýchal moc kouře a omdlel a spadl do ohně a popálil si šíleně ruce. Jeho kmen ho bezmocně pozoroval od břehu a snažil se ho uklidnit, dokud nedorazil lékařský tým. Když zdravotníci dorazili přibližně ani ne po půl hodině, zabalili mu ruce do studeného obkladu a naložili do vrtulníku. Michael se s kmenem rozloučil, všichni z toho byli otřesení.
Ogakor dostal stromovou poštu se zprávou, že v druhém kmeni se stala nehoda a že se nebude konat žádná soutěž o imunitu. Uvědomili si, že všichni budou ve sloučení vyrovnaní. Nevěděli, jaké to bylo zranění, ale nejspíš to bylo tak vážné, aby musel být někdo evakuován.
Kmen Kucha byl velmi oslabený, ale Mike chtěl, aby si Ogakory podali a vykopli je jednoho po druhém.

### Epizoda 7: "The Merge"
Soutěž o Imunitu: Soutěž vytrvalosti. Každý soutěžící bude stát na dřevěném sloupu ve vodě. Kdo zůstane stát na sloupu jako poslední vyhrává imunitu a zaručené místo ve finálové devítce.
Kucha přemýšleli o strategii, o sloučení. Chtěli se zbavit Jerri a Colbyho jako první. Nick, Alicia a Elisabeth si mysleli, že by se parta měla zaměřit hlavně na ně samé. Vzhledem k tomu, že Kimmi a Debb hlasovaly pro Jeffa když byly vyloučené, se všichni obávají, že Ogakor bude hlasovat pro Jeffa a i když bude remíza, tak by jel Jeff nejspíš domů, protože v tomto případě odchází osoba s nejvíce obdrženými hlasy na minulých kmenových radách. Nevědí ale, že v Ogakor jsou zranitelní Keith a Jerri.
V Ogakor čekali na informace ohledně nehody, která se stala v táboře Kucha. Jerri zmínila, že by to mohlo mít něco společného s Rodgerem. Ve stromové poště Ogakorů stálo, že mají jít muži do druhého tábora, v Kucha zase stálo ženy. Zatímco si oba kmeny myslely, že dostaly tu samou poštu, smáli se, když zjistily, že byly vlastně odděleni podle pohlaví. Muži z obou kmenů byli v táboře Kucha a užívali si kuře a všechno s tím spojené, zatímco ženy byly v táboře Ogakorů, kde neměly moc jídla. Jerri udělala své slavné tortily s rajčaty v konzervě. Alicia a Elisabeth vyprávěly ženám o Michaelově nehodě. Všechny byly šokované, ale ulevilo se jim když zjistily, že Michael není v ohrožení života. V kmeni Kucha si chlapi užívali. Jeffovi, Rodgerovi a Nickovi připadalo, že Keith je outsider a že by bylo chytré pokusit se ho přetáhnout na jejich stranu. V Ogakor chtěla Jerri rozdělat oheň, když si uvědomila, že jejich jediné zápalky má Keith v kapse. Věděla ale, že nesmí říkat moc špatností o Keithovi, protože by Kucha napadlo, že už proti němu někdo hlasoval.
Den 20, zpráva o sloučení přišla se stromovou poštou, všichni měli 15 minut na zabalení všech svých věcí. Všichni byli překvapeni, že jdou do úplně nového tábora. Nakonec se kmeny setkaly a stěhovaly přes řeku k novému táboru. Otevřeli krabici plnou jídla na počest sloučení a začali oslavovat. Zatímco stavěli přístřešek, shodli se na jméně Barramundi po jedné rybě z řeky.
Na výzvě o imunitu, Nick se už delší dobu necítí moc dobře, proto seskočil jako první po hodině a půl. Colby byl hned další. Jeho strategií bylo naštvat tím členy Kucha aby hlasovali proti němu, jelikož nechtěl, aby hlasovali pro Jerri nebo Keitha, kteří už obdrželi pár hlasů, zatímco on ještě žádný. Po 4 hodinách, Jeff nabídl komukoliv arašídové máslo, čokoládu a jablka, čemuž se Rodger neubránil a skočil. Colby se snažil přesvědčit Jeffa aby skočil taky, protože ženy jsou odhodlané to za každou cenu vyhrát, což se mu povedlo. Po 6 hodinách a 47 minutách, Jerri a Amber skočily za zmrzlinu a čokoládu. Uplynulo 8 hodin a 58 minut a Elisabeth odstoupila za jízdu lodí až na břeh. Horká káva, čokoláda a jízda lodí na břeh přesvědčila Alicii odstoupit po 10 hodinách a 17 minutách. Vtom Keith prosil Tinu, ať mu nechá imunitu, protože jí daleko víc potřebuje. Tina tedy odstoupila v zájmu skupiny a tím dala Keithovi první individuální imunitu
Na kmenové radě bylo jasné, že je Barramundi stále rozdělen podle kmenové příslušnosti. Ogakor hlasovali pro Jeffa. Colby řekl, že je to strategický tah, na kterém se domluvili už první týden, zatímco Kucha hlasovali pro Colbyho, čímž vytvořili remízu 5-5. Po druhém kole hlasování byli stále na mrtvém bodě další remízou 4-4. S “jedním hlasem” z minulých kmenových rad (což byly vlastně dva hlasy, ale Jeff neviděl Kimmiin hlas z epizody 5) Jeff byl poslán domů jako poslední osoba vyloučená před zasedáním do poroty.

### Epizoda 8: "Friends?"
Soutěž o odměnu: Soutěžící se postaví do bílého kruhu a budou házet bumerangem, nejoblíbenější australskou zbraní. Čí bumerang bude nejblíže červené vlajce, ten vyhrává odměnu.
Odměna: Menu, skládající se z uzeného lososa a krevet, grilovaného kuřecího masa, těstovin, řeckého salátu, rohlíků a dezertu
Soutěž o Imunitu: Bylo vytvořeno pole z provazů a sloupů, cílem soutěže je spojit provazem sloupy a vytvořit co největší množství čtverců. Pokud soutěžící uzavře čtverec, hodí do něho disk se svým jménem. Kdo bude mít na konci nejvíce čtverců, vyhrává.
Rodger měl pocit, že byl kmen Kucha přechytračen kmenem Ogakor a že teď je Kucha ten vymírající kmen, i když tomu bylo ze začátku naopak. Ve vlastním zájmy zajistit si lepší pozici začal chytat ryby s domněnkou, že by Ogakor nehlasovali pro někoho, kdo jim zajišťuje jídlo. Jerri cítila, že je tak vzdálená zbytku svého kmene, z čehož byla paranoidní. Elisabeth začala zjišťovat trhliny v Ogakor pětce. Všimla si, že se Jerri s Tinou moc rády nemají.
Na výzvě o odměnu, Jerri, Nick, Rodger a Amber byli jediní, kteří zasáhli cíl. Jerri se však ze všech dostala nejblíž vlajce a vyhrála odměnu. Mohla si s sebou vybrat jednoho soukmenovce, vybrala si Amber, aby si s ní šla užívat úžasného jídla. Jeff prohlásil, že to je ironie, protože právě Jerri četla menu a nakonec vyhrála. Zpátky v táboře, Elisabeth si nemohla nevšimnout, že byli lidé mnohem uvolněnější, když nebyla nablízku Jerri. Mezitím si Amber s Jerri povídali o obavě, že by Tina a Keith přeběhli ke Kucha čtyřce a shodli se na tom, že v tuto chvíli je Alicia největší hrozba.
Na výzvě o imunitu, Amber skórovala jako první, poté Nick a Colby. Jerri měla 6 čtverců, ale nahrála Keithovi a ten poté získal jackpot 17 bodů. Amber měla později 10, což nestačilo, ale Tina nakonec skórovala se 16 čtverci, což také nestačilo. Už podruhé jí imunita utekla o tak malý kousíček. Jeff prohlásil, že je matematicky nemožné, aby byl Keith poražen a dal mu náhrdelník individuální imunity, už podruhé.
Zatímco si Elisabeth myslela, že na kmenové radě odejde Jerri, Alicia si myslela, že je naivní a že by byli Ogakorové hloupí, kdyby se zbavili Jerri v této chvíli. Na konci Ogakor pětka zůstala silná a fyzická hrozba Alicia byla vyloučena z Barramundi 5-4.

### Epizoda 9: "Honeymoon or Not?"
Soutěž o odměnu: Překážková dráha, kterou budou soutěžící must zdolat ve dvojicích, na odměnu pak pojedou oba.
Odměna: Jízda vrtulníkem ke Great Barrier Reef, šnorchlování a oběd.
Soutěž o Imunitu: Soutěžící budou stát na věžích ve vodě a s protivníkem budou držet provaz. Musí zbavit protivníka rovnováhy pomocí provazu, který nesmí pustit, a shodit ho do vody. Ve druhém kole budou stát na pohyblivém trámu a jen za pomocí nohou se budou pokoušet shodit protivníka dolů a sám přitom nespadnout. Ve finálovém kole se finalisté utkají na dvojici vratkých plošin opět s provazem s úkolem shodit toho druhého do vody.
Obdob dešťů v australském vnitrozemí nebylo nic příjemného. Nadměrné vlhko způsobilo, že všude je bláto. Navíc se trosečníkům ztratily už všechny rybářské háčky. Nedostatek ryb nutil kmen jíst více rýže, která ale pomalu docházela.
Když přišla zpráva o soutěži o odměnu a říkala, že je potřeba soutěžit v párech, Jerri si chtěla vybrat svého partnera (samozřejmě Colbyho) místo losování z klobouku. Byla však ironie, že stejně i tak byla ve dvojici s Colbym. Amber a Keith porazili Rodgera a Tinu, zatímco Colby a Jerri porazili Nicka a Elisabeth. I když měli problémy s lezením, kde měla problém hlavně Jerri, Colby jí pomohl. Nakonec těsně porazili Amber a Keitha a vyhráli odměnu. Na odměně Colby řekl Jerri, že nechce vůbec mluvit o hře, ale jen proto aby si co nejvíc užili výhru. Když byli zpátky v Barramundi, Colby každému daroval, co ulovil při šnorchlování (kusy korálů, mušle, škeble). Později vyšlo najevo, že lovení korálů z Great Barrier Reef je nelegální.
Colby chtěl, aby kmen vyloučil Nicka před Rodgerem a Elisabeth, protože představuje mnohem větší hrozbu než oni. Nick věděl, že potřebuje vyhrát imunitu, aby se udržel ve hře.
V soutěží o imunitu, Rodger sundal Keitha, Nick Jerri, Colby Tinu a Amber Elisabeth. Ve druhém kole porazil Colby Rodgera a Nick Amber. V posledním kole Nick shodil do vody Colbyho a tím vyhrál svou první imunitu.
Na cestě do tábora, Jerri řekla, že se Ogakor rozhodl zbavit jako další Elisabeth. Elisabeth ale mluvila s Tinou a řekla jí, že dá hlas Jerri. Colby řekl, že i když se chce taky zbavit Jerri, měli by počkat, až budou všichni Kucha pryč. Keith řekl to samé. Nicméně, Colby a Keith spolu s Tinou hlasovali se zbývajícími členy Kucha a vyloučili Jerri ze hry hlasy 6-2.

### Epizoda 10: "Let's Make a Deal"
Soutěž o odměnu: Aukce. Každý soutěžící dostal 500 australských dolarů.
Soutěž o Imunitu: Každý člověk musí vytvořit oheň v požární kbelíku, poté přidávat do kbelíku na druhé straně vodu. Kbelík je ale děravý, proto se musí neustále doplňovat voda a zároveň hlídat oheň. Musí v něm být tolik vody, aby její váha zvedla požární kbelík s ohněm nahoru a oheň zapálil pojistku. Člověk, který bude mít v kbelíku nejvíce vody, aby zvedla požární kbelík, který zapálí pojistku, vyhrává odměnu a má zaručené místo ve finálové šestce.
| Soutěžící | Předmět(y), jídlo                                                                                 |
| --------- | ------------------------------------------------------------------------------------------------- |
| Amber     | Mountain Dew nápoj, hranolky s dresinkem, a sklenice špinavé vody (Zakrytý předmět).              |
| Colby     | Ledová káva a čokoládovo-oříškovo-máslová energetická tyčinka                                     |
| Elisabeth | Burákové máslo a čokoláda, bramborová kaše, chleba, krocan a zelené fazole (rozdělila se s Tinou) |
| Keith     | Plátek pizzy                                                                                      |
| Nick      | Doritos a salsa, tři suchary, cibulové kroužky pivo                                               |
| Rodger    | Cheeseburger a pečené brambory                                                                    |
| Tina      | Oreo sušenky, mléko a bramborová kaše, chleba, krocan a fazole (rozdělila se s Elisabeth)         |

Amber se cítila velmi osamocená, když se Ogakor rozhodl vyloučit Jerri a nic jí o tom neřekl. V táboře docházela rýže a trosečníci ztráceli energii.
Po dražbě se lidé necítili moc dobře po všem tom jídle, které do sebe naházeli. Všichni se ale shodli na tom, že i když je jim špatně, stálo to zato. Druhý den ráno se kmen probudil všiml si, že se hladina vody výrazně zlepšila a proto všichni uvažovali o přestěhování tábora. Tina si začala všímat Nickovy lenosti v táboře a Elisabeth byla z něho velmi zklamaná. Nick řekl, že se pokusí udržet si imunitu kolem krku i tuto kmenovou radu.
Na soutěži o imunitu, Nick byl první člověk, který běžel pro vodu do kbelíku, ale během toho mu vyhasl oheň. Keithův požární kbelík se začal zvyšovat až k pojistce, ale nestačilo to natolik, aby vzplanula. Nakonec to byl Colby, který vyhrál svou první imunitu, když se jeho pojistka zapálila jako prvnímu.
Zpět v táboře, soutěžící ztratili další háček díky želvě. Najednou se v táboře ukázal Jeff s rýží. Říkal, že byl velmi znepokojen nedostatkem energie v táboře, zejména u Elisabeth a Nicka. Proto jim nabídl novou zásobu rýže plus 25 rybářských háčků, ne však zadarmo. Na oplátku chtěl plachtu a Colbyho texaskou vlajku.
Colby přemýšlel o hlasování pro Amber, protože si je hodně blízká s Elisabeth a bojí se, že by přešla na druhou stranu ke zbývajícím členům Kucha. Amber si zase nebyla jistá, komu může věřit. Na kmenové radě, Nick hlasoval pro Keitha, protože si nepřinesl batoh, protože nejspíš nepočítal vůbec s tím, že by mohl jet domů, což Nicka vytočilo. Rodger a Elisabeth volili Amber, ale zbývající Ogakor čtyřka hlasovala pro Nicka za jeho připomínky, čímž ho učinili třetím členem poroty hlasy 4-2-1.

### Epizoda 11: "No Longer Just a Game"
Soutěž o odměnu: Provazové bludiště. Soutěžící na dráze šekají čtyři kontrolní body. Na každé kontrole je několik provazů, které vedou k další kontrole. Soutěžící má dvě karabiny. První karabinou musí být neustále připevněný k prvnímu provazu. Druhá karabina je na výměnu. Kdo první projde všemi kontrolami vyhrává odměnu.
Odměna: Projížďka na koni s Honáky, australskými kovboji a přenocování v jejich táboře s večeří, snídaní a postelí na spaní.
Soutěž o Imunitu: Každý soutěžící má 3 talíře připevněné na lanech a prak. Cílem je rozbít soupeřovy talíře dřív, než on rozbije vaše. Komu žádný nezbude, je vyřazený. Ten, kdo jako poslední zůstane alespoň s jedním neporušeným talířem, vyhrává imunitu a má jisté místo ve finálové pětce.
Amber byla hodně ve vedení v soutěži o odměnu, ale Colby ji předběhl a porazil ji ve sprintu na konci.
Obrovská bouře zasáhla asi po 10 minutách jeho jízdy. Zbytek Barramundi musel počkat, až se řeka uklidní, než přes ni přešli zpátky do tábora. Suché koryto, kde tábor stál, už nebylo a potok ho zcela zaplavil. Vyplavilo to spoustu předmětů, včetně sudu s rýží. Když konečně do tábora dorazili, byli šokováni tím, jak zlé to je a bylo strašné když si uvědomili, že jejich rýže, nože a rybářské potřeby byly pryč. Tina a Keith se rozhlédli po řece, zda některé věci na ní neuvízli. Keith si všiml sudu rýže, který uvízl na řece a pokusil se ho zachránit. Spolu s Tinou ho vytáhli na břeh. Colby se cítil hrozně, když se vrátil ze své odměny, když viděl, co se stalo s táborem a jak dobře se měli.
Na výzvě o imunitu, Amber vypadla jako první, poté jí následoval Keith, Tina a Rodger. Colby srazil dva talíře Elisabeth a tím vyhrál svou druhou imunitu v řadě.
Zatímco Amber a Colby drželi spolu a hlasovali pro Rodgera, Tina a Keith hlasovali s Rodgerem a Elisabeth a vyloučili Amber z Barramundi 4-2.

### Epizoda 12: "Enough Is Enough"
Soutěž o odměnu: Soutěžící budou mluvit se svými blízkými a zároveň jim budou klást otázky ohledně Austrálie. Vítězem se stává ten, jehož rodina bude mít nejvíce správných odpovědí.
Odměna: 30minutový chat se svými blízkými, navíc kreditní karta, aby jim mohl soutěžící něco koupit přes internet.
Soutěž o Imunitu: Soutěžící budou spoutaní. Jeff jim bude vyprávět příběh o Australských trestancích, poté musí využít informace ke svému vysvobození. Budou postupovat opuštěnou dobytkářskou stanicí, kde je 8 otázek vztahujících se k příběhu, který právě slyšeli. Za každou správnou odpověď získá soutěžící klíč, který odemyká jeden z jeho pěti zámků. Ten kdo se první vrátí volný se všemi zámky a pouty, vyhrává imunitu a jisté místo ve finálové čtyřce.
Zbývající trosečníci byli nadšeni z příchodu stromové pošty, ve které stálo, že se jejich blízcí budou zapojeni do hry. Když každý trosečník poslal svému blízkému správu, dostal navíc kávu. Tina si psala se svým manželem a dětmi, Elisabeth s rodinou, Rodger se svou manželkou, dcerou a zetěm, Keith se svou přítelkyní a Colby s matkou. To odpověděli na otázky pro jejich soutěž. Vítězem výzvy se stala Tina. Ostatní se mohli ještě rozloučit a Keith požádal svou přítelkyni o ruku, která odpověděla ano.
Z výzvy měli všichni mnohem lepší náladu. Colby řekl, že na ten jediný den se nikdo nestaral o vítězství milionu dolarů. Druhý den ráno se všichni vzbudili po dlouhé deštné noci. Po tom, co získali zase větší příděly rýže díky větší zásobě, Keith připravoval rýže mnohem víc než předtím. Dokonce experimentoval i s hnědou. V táboře byla ale nuda, protože nebylo co dělat v okolí tábora.
Na těžké výzvě o imunitu, Jeff řekl zbývajícím soutěžícím příběh o domorodých osadnících australské buši. Keith měl náskok, ale při cestě zpět ztratil jeden z pěti zámků. Nemohl ho najít, což pomohlo Colbymu nabrat trochu času a dostat se do vedení. Vrátil se se všemi svými pouty a zámky a tím vyhrál svou třetí imunitu v řadě.
Rodger řekl Tině, že chce odejít před Elisabeth aby měla větší šanci, protože potřebuje peníze mnohem víc než on. Colby bojoval s pocitem, jestli to má nechat někoho, kdo chce vyhrát za každou cenu, nebo někoho, komu by nevadilo vyhrát a není taková hrozba. Zvažoval, že by hlasoval pro Keitha místo pro Rodgera, což umožňuje někomu, kdo si to zaslouží pokračování ve hře. Na kmenové radě, Ogakor splnil Rodgerovi jeho přání odejít dřív než Elisabeth a vyloučil ho z kmene 3-2.

### Epizoda 13: "The Final Four"
Soutěž o odměnu: Soutěž kombinuje prvky předchozích soutěží: Provazová trať se zavázanýma očima a pouty, poté hlavolam. Po jeho rozluštění získá soutěžící klíč. Ten odemkne jeho pouta, poté postupuje k třetí části. Ve třetí části musí naplnit vědro, přejít po úzké kladině až k ohnivé váze. Musí naplnit kbelík vodou dokud nezačne vytékat voda z jeho otvoru. Na druhé straně váhy musí rozdělat oheň, který přepálí lano. Poté se požární kbelík zvedne. Až oheň přepálí šňůru, soutěžící vyhrává odměnu.
Odměna: automobil Pontiac Aztek, klidný spánek, jídlo a teplá sprcha.
Soutěž o Imunitu: Soutěž vyžaduje dobrou paměť. Na ploše je rozmístěno 36 stříšek a pod nimi zakrytý předmět. Každý je na ploše dvakrát, to znamená, že tam je celkem 18 dvojic. Cílem je odkrýt co nejvíce párů.
S blížícím se koncem, zbývající soutěžící mluvili o tom, jak jim chybí jejich rodiny. Na výzvě o odměnu měli soutěžící možnost poučit se z minulých soutěžích. Každý byl spoután se zavázanýma očima a postupovat po provazové dráze se svou karabinou s cílem dostat se ven. Poté přešel na řešení hlavolamu a nakonec měl za úkol rozdělat oheň a naplnit kbelík vodou, aby vztyčil požární kbelík ke šňůře, který jí pak přepálí. Nejdřív je v kbelíku dost vody, jenomže ten má v sobě díru, z které vyteče spoustu vody zatímco soutěžící rozdělává oheň na druhé straně. Colby byl jako první u hlavolamu, po něm Elisabeth, Keith a Tina. Colby a Elisabeth byli první u ohnivé váhy, ale Colbyho oheň přepálil lano jako první.
Zpátky v táboře, soutěžící obdrželi zrcadlo, ve kterém se prohlíželi a porovnávali změny. Všichni ztratili velký podíl původní váhy. Tina ztratila 16 liber, Elisabeth ztratila 12 liber, Keith 27 a Colby 25 liber. Děvčata přinesla Colbymu květiny jako dárek, který to opravdu ocenil. Jeff vzal Colbyho k jeho novému autu a užil si s ním večeři. Chvíli si povídali, dokud nepřinesla jídlo Colbyho maminka, z čehož byl naprosto v šoku. Byl tam nadšený a nemohl tomu uvěřil, proto se dlouho objímali. Jeho matka mu řekla, že je překvapená, kolik zhubnul. Colby pak vzal svou mámu zpátky do tábora. Dala všem velkou pusu a klábosili o tom, co se děje doma a ve světě. Navíc přinesla všem balíčky od blízkých, z čehož byli všichni nadšení. Nakonec si pro ni přijel vrtulník, porotže byl čas, aby odešla.
Na výzvě o imunitu, Colby po celou dobu vedl a získal imunitu po čtvrté za sebou. Musel volit mezi různými strategiemi. Na jedné straně nevyloučí Keitha, který by ale jistě hrál proti němu ve finále, nebo si ponechat Elisabeth, která si vítězství hodně zaslouží. Nakonec byla vyloučena Elisabeth, úplně poslední původní člen kmene Kucha hlasy 3-1.

### Epizoda 14: "The Most Deserving"
Soutěž o Imunitu: Zbývající tři hráči odpovídali na 12 otázek o soutěžících, kteří tvořili kmen Barramundi
Ve stromové poště v den 40 stálo, že každý musí vymalovat svůj totem, který nakonec hodí do řeky jako dar zemi. Na cestě na soutěž, prošla finálová trojka pochodně těch, kteří byli vyloučeni a kdysi hráli tuto hru. Na konci, našli klidné místo na zamyšlení nad časem, který strávili ve vnitrozemí po dobu, co hráli hru. Keith řekl, že to není jen hra o penězích. Odsud by si měl člověk odnášet něco velmi cennějšího. Tina řekla, že pro ni hodně znamená rodina. Colby řekl, že dělat malovat totem ho obohatilo ale pořád si pamatuje, proč je tady.
Poslední soutěž o imunitu proběhla na kmenové radě. Colby se ujal vedení po 7 otázkách, ale vedla si dobře i Tina. Po 11 otázkách byli vyrovnaní. Poslední otázku odpověděl správně Colby a tím vyhrál svou čtvrtou a finálovou imunitu, což znamená, že se musí rozhodnout, koho s sebou vezme do finálové dvojky. Rozhodl se vzít s sebou Tinu a vyloučil Keitha a učinil z něho posledního člena poroty 1-0.
Den 42, Tina a Colby uklidili tábor a uzavřeli dohodu, že vítěz dostane vlajku. Poté se odebrali na finálovou kmenovou rady a uvažovali nad svými šancemi na milion dolarů. Tina požádala porotu, aby nehlasovali jenom podle osobních záští. Colby řekl, že nejspíš neporazí Tinu ve strategii, ale že všechno ostatní dělal dobře. Rodger měl otázku, jestli někdy při hře lhali a pokud si myslí, že to bylo v danou chvíli nezbytné. Tina řekla, že lhala Amber ohledně jejího vyloučení a ano, bylo to nutné pro postup ve hře. Colby řekl, že lhal Amber a Jerri ohledně finálové trojky. Amber se zeptala na tři věci, které jim pomohly se dostat až do finále a tři věci, které udělají s penězi. Colby řekl mentálně být v pořádku, pitná voda a málo času k zábavě a víc na strategii. Tři věci které by udělal s penězi: koupil by si Harley, dům pro jeho otce a finančně se se postaral o jeho matku. Tina řekla strategie, taky Colby, který jí dost pomohl a dobré srdce. Tři věci, které by udělala s penězi: splatila by svůj dům, dům své kamarádky a vytvoření fondu pro rodinu, kdyby byla finančně v tísni. Elisabeth se zeptala kdo si to zaslouží a kdyby mohli dát 5 lidem z poroty milion dolarů, kteří dva by ho nedostali. Tina řekla Jerri a Rodger, Colby řekl Jerri a Keith. Alicia se zeptala, jestli existuje jedna věc na kterou jsou opravdu hrdí a jedna věc, na kterou jsou hrdí nejméně. Nick řekl, že kdyby Michael neměl nehodu, žádný z nich dvou by neseděl tam, kde právě sedí a zeptal se, kdyby nedošlo k té nehodě s Michaelem, kteří dva lidé by seděli na jejich místech a proč. Colby řekl Nick, protože byl velmi mentálně zapojený do hry a Michael, protože pomáhal svému kmeni v každé výzvě. Tina řekla, že nemůže odpovědět na otázku, protože lidi z Kucha příliš nepoznala, ale z toho, jak ho Nick popsal, je pravděpodobné, že i ona by odpověděla Michael. Jerri hovořila o tvoření a rušení spojenectví a poprosila finalisty, aby se vyzpovídali, jestli měli někdy pocit lítosti nebo viny. Tina řekla když prohrabávali Kelovi tašku kvůli sušenému hovězí a Colby řekl hlasování proti Alicii, Rodgerovi a Elisabeth, protože nebyli z kmene Ogakor, ale že jejich vyloučení nelituje, protože to bylo nezbytné.
Pro své závěrečné argumenty, Colby neměl žádné připomínky. Tina však mluvila o strategii a že ani jeden hlas ve hře nebyl osobní.
Rodger hlasoval pro Colbyho s tím, že Colby hrál těžší hru. Alicia hlasovala pro Tinu, s tím, že ona opravdu hrála hru pomocí hlavy a ne síly fyzické. Amber hlasovala pro Colbyho a řekla, že je přímočarý a hrál mnohem lépe. Jerri napsala Tinu s tím, že Tina má největší zásluhy za velké strategické tahy ve hře a taky si dokázala získat Colbyho, aby jí nakonec vzal do finálové dvojky, což prý velice respektuje.
Zbývající hlasy byly poprvé přečteny v přímém přenosu v CBS Studios. Kromě čtyř hlasů, které byly ukázány v průběhu natáčení, tam byl ještě jeden pro Colbyho (od Nicka) a dva další pro Tinu (od Keitha a Elisabeth), což učinilo z Tiny milionáře, vítěze druhé řady Survivor a první ženské vítězky finálovými hlasy 4-3.

## Hlasování
|            | Původní kmeny | Původní kmeny | Původní kmeny | Původní kmeny | Původní kmeny | Původní kmeny   | Původní kmeny | Původní kmeny | Sloučený kmen | Sloučený kmen | Sloučený kmen   | Sloučený kmen | Sloučený kmen | Sloučený kmen | Sloučený kmen | Sloučený kmen | Sloučený kmen | Sloučený kmen |
| Epizoda    | 1             | 2             | 3             | 4             | 4             | 4               | 5             | 6             | 7             | 7             | 7               | 8             | 10            | 11            | 12            | 13            | 14            | 15            |
| ---------- | ------------- | ------------- | ------------- | ------------- | ------------- | --------------- | ------------- | ------------- | ------------- | ------------- | --------------- | ------------- | ------------- | ------------- | ------------- | ------------- | ------------- | ------------- |
| Den        | 3             | 6             | 9             | 12            | 12            | 12              | 15            | 17            | 21            | 21            | 21              | 24            | 27            | 30            | 33            | 36            | 39            | 41            |
| Kmen       | Kucha         | Ogakor        | Ogakor        | Ogakor        | Ogakor        | Ogakor          | Kucha         | Kucha         | Barramundi    | Barramundi    | Barramundi      | Barramundi    | Barramundi    | Barramundi    | Barramundi    | Barramundi    | Barramundi    | Barramundi    |
| Vyloučen/a | Debb          | Kel           | Maralyn       | Shoda         | Shoda         | Mitchell        | Kimmi         | Michael       | Shoda         | Shoda         | Jeff            | Alicia        | Jerri         | Nick          | Amber         | Rodger        | Elisabeth     | Keith         |
| Hlasy      | 7–1           | 7–1           | 5–1–1         | 3–3           | 2–2           | Zpětné počítání | 6–1           | Evakuován     | 5–5           | 4–4           | Zpětné počítání | 5–4           | 6–2           | 4–2–1         | 4–2           | 3–2           | 3–1           | 1             |
|            |               |               |               |               |               |                 |               |               |               |               |                 |               |               |               |               |               |               |               |
| Hlasující  | Hlasy         | Hlasy         | Hlasy         | Hlasy         | Hlasy         | Hlasy           | Hlasy         | Hlasy         | Hlasy         | Hlasy         | Hlasy           | Hlasy         | Hlasy         | Hlasy         | Hlasy         | Hlasy         |               |               |
| Tina       |               | Kel           | Maralyn       | Mitchell      | Mitchell      |                 |               |               | Jeff          | Jeff          |                 | Alicia        | Jerri         | Nick          | Amber         | Rodger        | Elisabeth     | DNV           |
| Colby      |               | Kel           | Maralyn       | Mitchell      | Mitchell      |                 |               |               | Jeff          | DNV           | 0 hlasů         | Alicia        | Jerri         | Nick          | Rodger        | Rodger        | Elisabeth     | Keith         |
| Keith      |               | Kel           | Mitchell      | Mitchell      | DNV           | 0 hlasů         |               |               | Jeff          | Jeff          |                 | Alicia        | Jerri         | Nick          | Amber         | Rodger        | Elisabeth     | DNV           |
| Elisabeth  | Debb          |               |               |               |               |                 | Kimmi         |               | Colby         | Colby         |                 | Jerri         | Jerri         | Amber         | Amber         | Keith         | Keith         |               |
| Rodger     | Debb          |               |               |               |               |                 | Kimmi         |               | Colby         | Colby         |                 | Jerri         | Jerri         | Amber         | Amber         | Keith         |               |               |
| Amber      |               | Kel           | Maralyn       | Keith         | Keith         |                 |               |               | Jeff          | Jeff          |                 | Alicia        | Elisabeth     | Nick          | Rodger        |               |               |               |
| Nick       | Debb          |               |               |               |               |                 | Kimmi         |               | Colby         | Colby         |                 | Jerri         | Jerri         | Keith         |               |               |               |               |
| Jerri      |               | Kel           | Marilyn       | Keith         | Keith         |                 |               |               | Jeff          | Jeff          |                 | Alicia        | Elisabeth     |               |               |               |               |               |
| Alicia     | Debb          |               |               |               |               |                 | Kimmi         |               | Colby         | Colby         |                 | Jerri         |               |               |               |               |               |               |
| Jeff       | Debb          |               |               |               |               |                 | Kimmi         |               | Colby         | DNV           | 2 hlasy         |               |               |               |               |               |               |               |
| Michael    | Debb          |               |               |               |               |                 | Kimmi         |               |               |               |                 |               |               |               |               |               |               |               |
| Kimmi      | Debb          |               |               |               |               |                 | Jeff          |               |               |               |                 |               |               |               |               |               |               |               |
| Mitchell   |               | Kel           | Maralyn       | Keith         | DNV           | 1 hlas          |               |               |               |               |                 |               |               |               |               |               |               |               |
| Maralyn    |               | Kel           | Jerri         |               |               |                 |               |               |               |               |                 |               |               |               |               |               |               |               |
| Kel        |               | Jerri         |               |               |               |                 |               |               |               |               |                 |               |               |               |               |               |               |               |
| Debb       | Jeff          |               |               |               |               |                 |               |               |               |               |                 |               |               |               |               |               |               |               |

| Hlasování poroty na finálové kmenové radě | Hlasování poroty na finálové kmenové radě | Hlasování poroty na finálové kmenové radě |
| Epizoda                                   | 16                                        | 16                                        |
| ----------------------------------------- | ----------------------------------------- | ----------------------------------------- |
| Den                                       | 42                                        | 42                                        |
| Finalista                                 | Tina                                      | Colby                                     |
| Výsledek                                  | 4–3                                       | 4–3                                       |
|                                           |                                           |                                           |
| Porotce                                   | Hlasy                                     | Hlasy                                     |
| Keith                                     | Ano                                       |                                           |
| Elisabeth                                 | Ano                                       |                                           |
| Rodger                                    |                                           | Ano                                       |
| Amber                                     |                                           | Ano                                       |
| Nick                                      |                                           | Ano                                       |
| Jerri                                     | Ano                                       |                                           |
| Alicia                                    | Ano                                       |                                           |